# Cochlidium furcatum
Cochlidium furcatum är en stensöteväxtart som först beskrevs av William Jackson Hooker och Grev., och fick sitt nu gällande namn av Carl Frederik Albert Christensen. Cochlidium furcatum ingår i släktet Cochlidium och familjen Polypodiaceae. Inga underarter finns listade.